# J.J. Cale

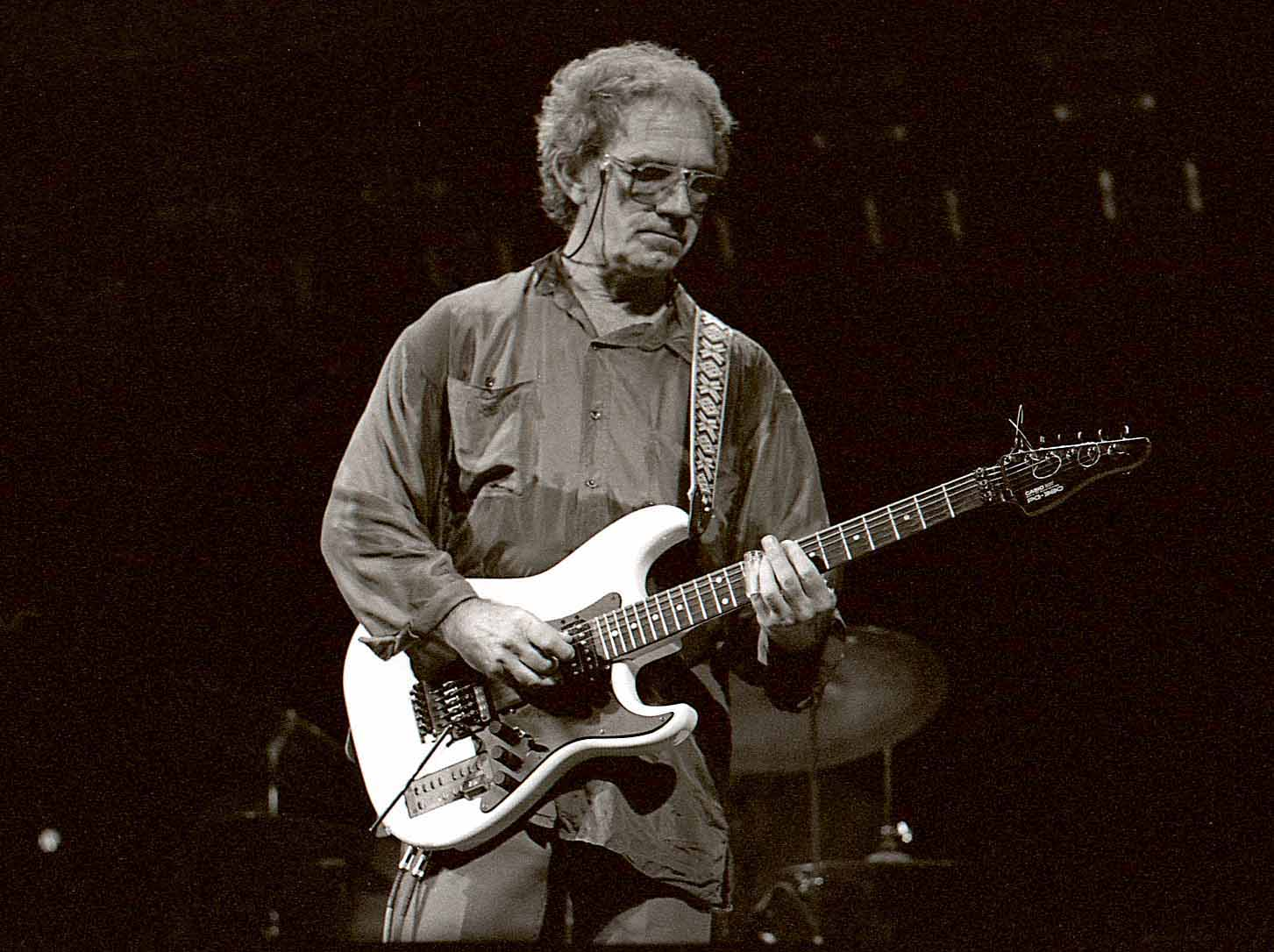
J.J. Cale, 2006

J.J. Cale, geboren als John Weldon Cale (Oklahoma City, 5 december 1938 – La Jolla, 26 juli 2013), was een Amerikaanse singer-songwriter en gitarist. Hij groeide op in Tulsa, ook in de staat Oklahoma gelegen. Hij was het bekendst door twee songs vertolkt door Eric Clapton, After Midnight en Cocaine. J.J. Cale was de bekendste vertolker van de Tulsa Sound.

## Biografie
Zijn artiestennaam 'J.J. Cale' (sommige bronnen noemen hem onterecht Jean Jacques Cale) kreeg hij van een nachtclubeigenaar in Los Angeles aangezien er nog een John Cale actief was. Onder aansporing van Leon Russell en andere musici uit Tulsa waagde Cale de sprong naar de muziekscene van L.A. Berooid van geld en illusies keerde hij terug naar Tulsa. Van daaruit zou hij desondanks de meeste roem vergaren.
Cale overleed in de avond van 26 juli 2013 op 74-jarige leeftijd aan een hartaanval, in een ziekenhuis in La Jolla in de staat Californië. Hij werd begraven in de Mission San Luis Rey Cemetery in Oceanside.
Cale's laatste album voor zijn overlijden was Roll on (uitgebracht in 2009). In 2019 is het postume album Stay Around uitgebracht, met 15 songs die niet eerder waren uitgebracht.

## Handelsmerk
Zijn handelsmerk was het zogenaamde laid back-zingen. Dit is nét na de tel inzetten. Daarnaast was Cale, door zijn diensttijd bij de luchtmacht, handig met elektronica waardoor hij zijn eigen muziek mee produceerde en zijn opnamen een specifieke sound kregen. Onderdeel hiervan zijn het dubben van de zang en een lome, ingetogen sfeer.

## Discografie

### Albums
| Album met eventuele hitnotering(en) in de Nederlandse Album Top 100 | Datum van verschijnen | Datum van binnenkomst | Hoogste positie | Aantal weken | Opmerkingen        |
| ------------------------------------------------------------------- | --------------------- | --------------------- | --------------- | ------------ | ------------------ |
| Naturally                                                           | 1972                  | -                     |                 |              |                    |
| Really                                                              | 1973                  | -                     |                 |              |                    |
| Okie                                                                | 1974                  | -                     |                 |              |                    |
| Troubadour                                                          | 1976                  | 18-09-1976            | 10              | 14           |                    |
| 5                                                                   | 1979                  | 11-08-1979            | 6               | 16           |                    |
| Shades                                                              | 1981                  | 14-02-1981            | 6               | 13           |                    |
| Grasshopper                                                         | 1982                  | 20-03-1982            | 3               | 17           |                    |
| #8                                                                  | 1983                  | 10-09-1983            | 17              | 8            |                    |
| Special Edition                                                     | 1984                  | -                     |                 |              |                    |
| Travel Log                                                          | 1989                  | 11-11-1989            | 47              | 6            |                    |
| Number 10                                                           | 1992                  | 19-09-1992            | 34              | 7            |                    |
| The Sensitive Kind                                                  | 1993                  | -                     |                 |              | Live in U.S.A. '88 |
| Closer to You                                                       | 1994                  | -                     |                 |              |                    |
| Guitar Man                                                          | 1996                  | -                     |                 |              |                    |
| Anyway the Wind Blows: The Anthology                                | 1997                  | -                     |                 |              |                    |
| The Very Best of J.J. Cale                                          | 1998                  | -                     |                 |              |                    |
| Universal Masters Collection                                        | 2000                  | -                     |                 |              |                    |
| Live                                                                | 2001                  | -                     |                 |              |                    |
| The Ultimate Collection                                             | 2004                  | -                     |                 |              |                    |
| To Tulsa and Back                                                   | 2004                  | 19-06-2004            | 53              | 10           |                    |
| Collected                                                           | 2006                  | 29-07-2006            | 1(1wk)          | 31           | met Bonus tracks   |
| The Road to Escondido                                               | 2006                  | 11-11-2006            | 5               | 28           | met Eric Clapton   |
| Rewind                                                              | 2007                  | -                     |                 |              |                    |
| Roll On                                                             | 2009                  | 14-03-2009            | 11              | 11           |                    |
| Stay around                                                         | 2019                  | -                     |                 |              |                    |

| Album met hitnotering(en) in de Vlaamse Ultratop 200 albums | Datum van verschijnen | Datum van binnenkomst | Hoogste positie | Aantal weken | Opmerkingen      |
| ----------------------------------------------------------- | --------------------- | --------------------- | --------------- | ------------ | ---------------- |
| To Tulsa and Back                                           | 2004                  | 19-06-2004            | 45              | 5            |                  |
| The Road to Escondido                                       | 2006                  | 11-11-2006            | 15              | 17           | met Eric Clapton |
| Roll On                                                     | 2009                  | 14-03-2009            | 29              | 8            |                  |

### Singles
| Single met eventuele hitnotering(en) in de Nederlandse Top 40 | Datum van verschijnen | Datum van binnenkomst | Hoogste positie | Aantal weken | Opmerkingen |
| ------------------------------------------------------------- | --------------------- | --------------------- | --------------- | ------------ | ----------- |
| Cajun Moon                                                    | 1974                  | 03-08-1974            | tip18           | -            |             |

## NPO Radio 2 Top 2000
| Nummers met noteringen in de NPO Radio 2 Top 2000 | '99  | '00 | '01 | '02  | '03  | '04  | '05  | '06 | '07 | '08 | '09 | '10 | '11 | '12 | '13 | '14 | '15  | '16  | '17  | '18  | '19  | '20  | '21  | '22  | '23  |
| ------------------------------------------------- | ---- | --- | --- | ---- | ---- | ---- | ---- | --- | --- | --- | --- | --- | --- | --- | --- | --- | ---- | ---- | ---- | ---- | ---- | ---- | ---- | ---- | ---- |
| After Midnight                                    | 913  | -   | 961 | 1166 | 1366 | 1068 | 1035 | 565 | 755 | 792 | 663 | 627 | 651 | 704 | 485 | 619 | 915  | 935  | 1274 | 1294 | 1509 | 1467 | 1397 | 1775 | 1955 |
| Cajun Moon                                        | -    | -   | -   | -    | -    | -    | -    | -   | -   | -   | -   | -   | -   | -   | -   | -   | 1568 | -    | 1853 | -    | -    | -    | -    | -    | -    |
| Call Me the Breeze                                | -    | -   | -   | -    | -    | -    | -    | -   | -   | -   | -   | -   | -   | -   | -   | -   | -    | 1095 | 1352 | 1585 | 1642 | 1624 | 1652 | 1822 | 1954 |
| Cocaine                                           | 1026 | -   | 818 | 920  | 810  | 1004 | 1007 | 673 | 865 | 811 | 735 | 682 | 729 | 875 | 585 | 766 | 1171 | 1161 | 1399 | 1567 | 1625 | 1601 | 1620 | 1990 | 1982 |

1. ↑  Een '-' betekent dat het nummer niet was genoteerd en een vetgedrukt getal geeft de hoogste notering van een nummer aan.
2. ↑  Deze tabel is bijgewerkt tot en met de laatste editie (2024).

## Covers
Songs van J.J. Cale werden gecoverd door de volgende artiesten:
- Brad Absher: The Sensitive Kind
- Chet Atkins: After Midnight
- Admiral Freebee: "Magnolia"
- The Band: Crazy Mama
- The Barcodes: Don't Go to Strangers
- Tom Barman: Magnolia, After Midnight
- Bob Wilber Quintet: After Midnight
- Clarence Gatemouth Brown: Don't Cry Sister
- Captain Beefheart: Same Old Blues
- Herman Brood: Don't Go to Strangers
- Larry Carlton: Crazy Mama
- John Mayer: Call Me the Breeze
- John Mayer: Magnolia
- Johnny Cash: Call Me the Breeze
- Popa Chubby: Same Old Blues
- Eric Clapton: After Midnight, Cocaine (op Slowhand), I'll Make Love to You Anytime, Travelin' Light, Hard Times, Call me the Breeze
- David Allen Coe: Call Me the Breeze
- Randy Crawford: Cajun Moon
- Daddy's Favorite: Let Me Do It to You
- Deep Purple: Magnolia
- Dr. Feelgood: No Time
- Dr. Hook: Call Me the Breeze
- José Feliciano: Magnolia
- Bryan Ferry: Same Old Blues
- Jai: Magnolia
- Waylon Jennings: Call Me the Breeze
- Mark Foggo's Skasters: Mamma Don't
- Kansas: Bringing It Back
- Freddie King: Same Old Blues
- Lynyrd Skynyrd: Call Me the Breeze, Same Old Blues
- John Mayall: The Sensitive Kind
- Sérgio Mendes: After Midnight
- Maria Muldaur: Cajun Moon
- Nazareth: Cocaine
- Brother Phelps: Anyway the Wind Blows
- Poco: Cajun Moon, Magnolia
- Toni Prince: Like You Used To
- Redbone: Crazy Mama
- Johnny Rivers: Crazy Mama, Don't Go to Strangers
- Santana: The Sensitive Kind
- Merl Saunders met Jerry Garcia: After Midnight
- Seldom Scene: After Midnight
- Chris Smither: Magnolia
- Spiritualized: Call Me the Breeze
- Pat Travers: Magnolia
- Widespread Panic: Ride Me High (op Live in the Classic City), Travelin' Light
- Bill Wyman's Rhythm Kings: Anyway the Wind Blows